# Nils Wagener

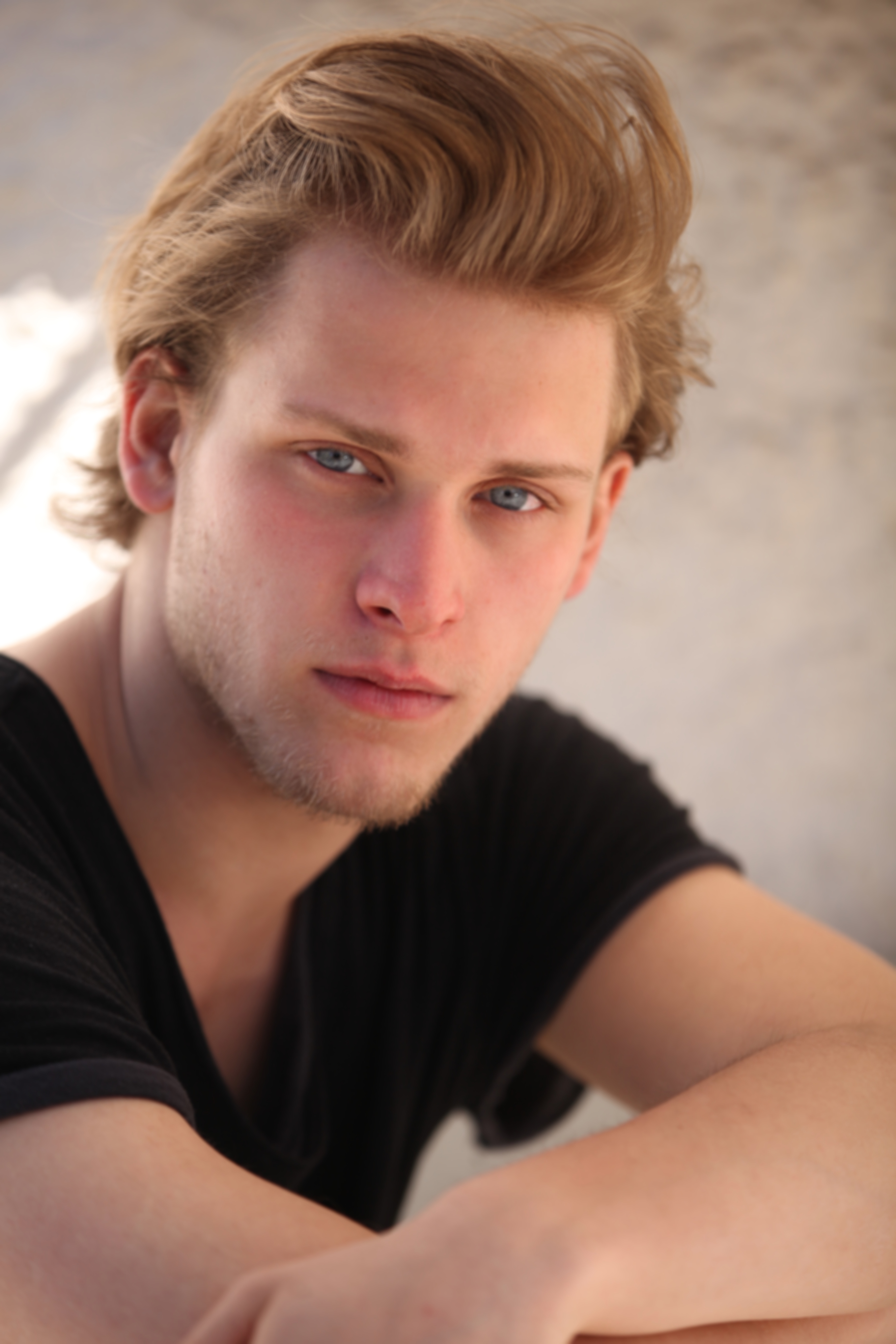
Nils Wagener (2015)

Nils Wagener (* 5. November 1995 in Halle (Saale)) ist ein deutscher Schauspieler und Synchronsprecher.

## Leben
Wageners Familie zog kurz nach seiner Geburt mit ihm nach München. Erste Schauspielerfahrungen vor der Kamera machte er mit vier Jahren, da er durch seine Eltern, die ebenfalls als Schauspieler tätig sind, schon früh in Kontakt mit der Schauspielerei kam. Er wird seit 2010 von der Agentur Walcher vertreten. Zu Beginn des Jahres 2011 erhielt er eine größere Rolle in dem ZDF-Fernsehfilm Ich habe es dir nie erzählt. Im gleichen Jahr spielte er an der Seite von Christian Ulmen im Kinofilm Einer wie Bruno. Seit dem Jahr 2013 spielt er in der neuen ZDF-Serie Die Familiendetektivin mit, bei der Ulli Baumann und Jorgo Papavassiliou Regie führten.

## Filmografie
- 2002: Family Affairs – Dem Glück so nah (Sat.1)
- 2006: Tim trifft … Die wilden Kerle – Co-Moderator (Jetix)
- 2008: Snow Buddies – Abenteuer in Alaska (Synchron – Hauptrolle) (Kino)
- 2011: Ich habe es dir nie erzählt – I Never Told You (ZDF)
- 2011: Einer wie Bruno (Kino)
- 2012: Funkspot – Werden I / II Käserei Champignon (Radio)
- 2012: Um Himmels Willen (Synchron – Episodenhauptrolle: Martin Schuster) (ARD)
- seit 2013: Die Familiendetektivin (ZDF)
- 2013: SOKO 5113 – Der Tote im Park (ZDF)
- 2014: Dr. Klein – Rausch (Rolle: Marlon Armknecht) (ZDF)